# Kapitelsalsmästaren
Kapitelsalsmästaren är ett anonymnamn för en svensk bildkonstnär och skulptör, verksam på 1300- och 1400-talet.
Kapitelsalsmästaren utförde omkring 1400 väggmålningarna i kapitelsalen i birgittinklostret i Vadstena kloster, med skildringar av händelser i Jesu och Marias liv. Man vill även hänföra målningarna på ett Madonnaskåp från Norra Fågelås kyrka till Kapitelsalsmästaren. Skåpet förvaras numera vid Statens historiska museum i Stockholm. Skåpets skulpterade Mariabild är sedan många år försvunnen, på dörrarna finns ännu välbevarade målningar som stilmässigt påminner om väggmålningarna i Vadstena kloster. Målningarna i klostret har säkerligen täckt alla väggar men är i nu endast fragmentariskt bevarade på den västra väggen. Målningen visar Marie kröning och scener ur Jesus barndom. Man antar att han även har utfört en S:ta Annabild i Binnebergs kyrka och glasmålningar.  